# Карпато-Балканская геологическая ассоциация
Карпато-Балканская ассоциация (Карпато-Балканская геологическая ассоциация (КБГА; CBGA); Карпатская ассоциация до 1956; лат. Sociatas Carpato-Balcanica; фр. Association Carpato-Balkanique) — региональная неправительственная научная организация объединяющая геологов разных направлений, которые изучают фундаментальные проблемы общей и региональной геологии Карпат и Балканского полуострова.

## История
Ассоциация образовалась на 13 сессии Международного геологического конгресса (Брюссель, 1922), как «Карпатская ассоциация». Её целью было укрепление взаимосвязей между геологами — прикарпатских стран.
После трех съездов Ассоциации (последний происходил в 1931 г. в Чехословакии) работа её фактически прекратилась.
В 1956 году решением 20 сессии Международного геологического конгресса (Мехико, 1956) деятельность Карпатской ассоциации была восстановлена и расширена. Она была преобразована в «Карпато-Балканскую ассоциацию». В неё вошли Болгария, Венгрия, Польша, Румыния, СССР, Чехословакия и Югославия.
В 1958 году (после 27-летнего перерыва) состоялся 4 съезд Карпато-Балканской ассоциации (он проходил 16—29 сентября в Киеве и Львове). На съезде присутствовало свыше 250 делегатов. Был принят новый устав Ассоциации.
С тех пор геологическая ассоциация проводит свои съезды (конгрессы) в разных странах Карпато-Балканского региона Европы, на базе университетов и геологических научных организаций и обществ.

### Руководство
- Вялов, Олег Степанович — с 1958 года — член Совета Национального комитета Карпато-Балканской геологической ассоциации, советский представитель в тектонической и стратиграфической комиссиях КБГА.
- Семененко, Николай Пантелеймонович — более 20 лет возглавлял Советский комитет Карпато-Балканской геологической ассоциации.
- Забигайло, Владимир Ефимович — c 1992 года председатель Украинского комитета Карпато-Балканской геологической ассоциации.

### Съезды
Сессии съездов (конгрессов) Карпато-Балканской геологической ассоциации:
1. 1923 —
2. 1927 — [уточнить]
3. 1931 —
4. 1958 —  Львов и Киев (16-29 сентября)
5. 1961 —  Бухарест
6. 1963 — [уточнить]
7. 1965 —  София и Варна
8. 1967 —  Белград
9. 1969 —  Будапешт
10. 1973 —  Братислава (50 годовщина КБГА)
11. 1977 —  Киев и Львов
12. 1981 —  Бухарест
13. 1985 — [уточнить]
14. 1989 —  София
15. 1993 — [уточнить]
16. 1997 — [уточнить]
17. 2002 —  Братислава (1-4 сентября)[3]
18. 2006 —  Белград (3-6 сентября)[4]
19. 2010 —  Салоники
20. 2014 —  Тирана (24-26 сентября)[5]
21. 2018 —  Зальцбург (10-13 сентября)[6]
22. 2022 — .
23. 2026 — [уточнить]

## Издания
Официальный печатный орган Карпато-Балканской геологической ассоциации — журнал Geologica Carpatrhica (Братислава, Словакия).

## Комиссии
Официальные комиссии Карпато-Балканской геологической ассоциации (с 1958 года):
- Минералогия и геохимия
- Стратиграфии, палеогеографии и палеонтологии
- Тектоники
- Магматизм и петрология
- Гидрогеологии
- Геологической карты.